# Montclus (Hautes-Alpes)
Pour les articles homonymes, voir Montclus.
Montclus est une commune française située dans le département des Hautes-Alpes, en région Provence-Alpes-Côte d'Azur.

## Géographie

### Localisation
C'est une petite commune située dans la vallée du Buëch dans le sud-ouest du département des Hautes-Alpes qui compte 47 habitants.
Essentiellement montagneuse, elle est composée d'une série de hameaux de quelques habitants seulement (Champ du Meunier, la Combe, Petit Terrus, Grand Terrus).
C'est au centre de la commune que se situe le village de Montclus surplombé par une tour en ruines construite vers l'an mille par la famille de Flotte, alors seigneur de ce village.
A l'issue de la campagne de fouilles menée en 2020 par l'INRAP, il apparaît que cette tour est une partie d'un château médieval dont on a trouvé un morceau de mur sous deux mètres de terre. Elle a reçu des travaux de consolidation.
Précision faite que l'ancien village se trouvait encore au-dessus de cette ruine - et non à l'emplacement actuel bien plus tardif - sur un plateau, en retrait de la vue de la vallée, nommé encore aujourd'hui Villevieille.
Des objets de l'époque romaine y ont été découverts.
Ses communes limitrophes sont :
|         | Sigottier | Serres  |
| L'Épine | Montclus  |         |
| Montjay | Chanousse | Méreuil |

### Transports
Le territoire communal est traversé par la route départementale 994, reliant Orange, Carpentras et Montélimar à Serres et Gap. Une RD 450 remonte, vers le sud, le torrent de la Combe, affluent du torrent de Blême se jetant dans le Buëch.

### Climat
Pour des articles plus généraux, voir Climat de Provence-Alpes-Côte d'Azur et Climat des Hautes-Alpes.
En 2010, le climat de la commune est de type climat méditerranéen altéré, selon une étude du Centre national de la recherche scientifique s'appuyant sur une série de données couvrant la période 1971-2000. En 2020, Météo-France publie une typologie des climats de la France métropolitaine dans laquelle la commune est exposée à un climat de montagne ou de marges de montagne et est dans la région climatique Alpes du sud, caractérisée par une pluviométrie annuelle de 850 à 1 000 mm, minimale en été.
Pour la période 1971-2000, la température annuelle moyenne est de 9,8 °C, avec une amplitude thermique annuelle de 17,5 °C. Le cumul annuel moyen de précipitations est de 978 mm, avec 7,3 jours de précipitations en janvier et 4,9 jours en juillet. Pour la période 1991-2020, la température moyenne annuelle observée sur la station météorologique de Météo-France la plus proche, « Le Saix », sur la commune du Saix à 13 km à vol d'oiseau, est de 10,2 °C et le cumul annuel moyen de précipitations est de 865,4 mm. 
La température maximale relevée sur cette station est de 39,3 °C, atteinte le 23 août 2023 ; la température minimale est de −19 °C, atteinte le 7 février 2012,,.
Les paramètres climatiques de la commune ont été estimés pour le milieu du siècle (2041-2070) selon différents scénarios d'émission de gaz à effet de serre à partir des nouvelles projections climatiques de référence DRIAS-2020. Ils sont consultables sur un site dédié publié par Météo-France en novembre 2022.

## Urbanisme

### Typologie
Au 1er janvier 2024, Montclus est catégorisée commune rurale à habitat très dispersé, selon la nouvelle grille communale de densité à 7 niveaux définie par l'Insee en 2022.
Elle est située hors unité urbaine et hors attraction des villes,.

### Occupation des sols
L'occupation des sols de la commune, telle qu'elle ressort de la base de données européenne d’occupation biophysique des sols Corine Land Cover (CLC), est marquée par l'importance des forêts et milieux semi-naturels (94,1 % en 2018), en diminution par rapport à 1990 (96,2 %). La répartition détaillée en 2018 est la suivante : 
forêts (66,9 %), milieux à végétation arbustive et/ou herbacée (23,6 %), zones agricoles hétérogènes (5,9 %), espaces ouverts, sans ou avec peu de végétation (3,5 %).
L'évolution de l’occupation des sols de la commune et de ses infrastructures peut être observée sur les différentes représentations cartographiques du territoire : la carte de Cassini (XVIIIe siècle), la carte d'état-major (1820-1866) et les cartes ou photos aériennes de l'IGN pour la période actuelle (1950 à aujourd'hui).

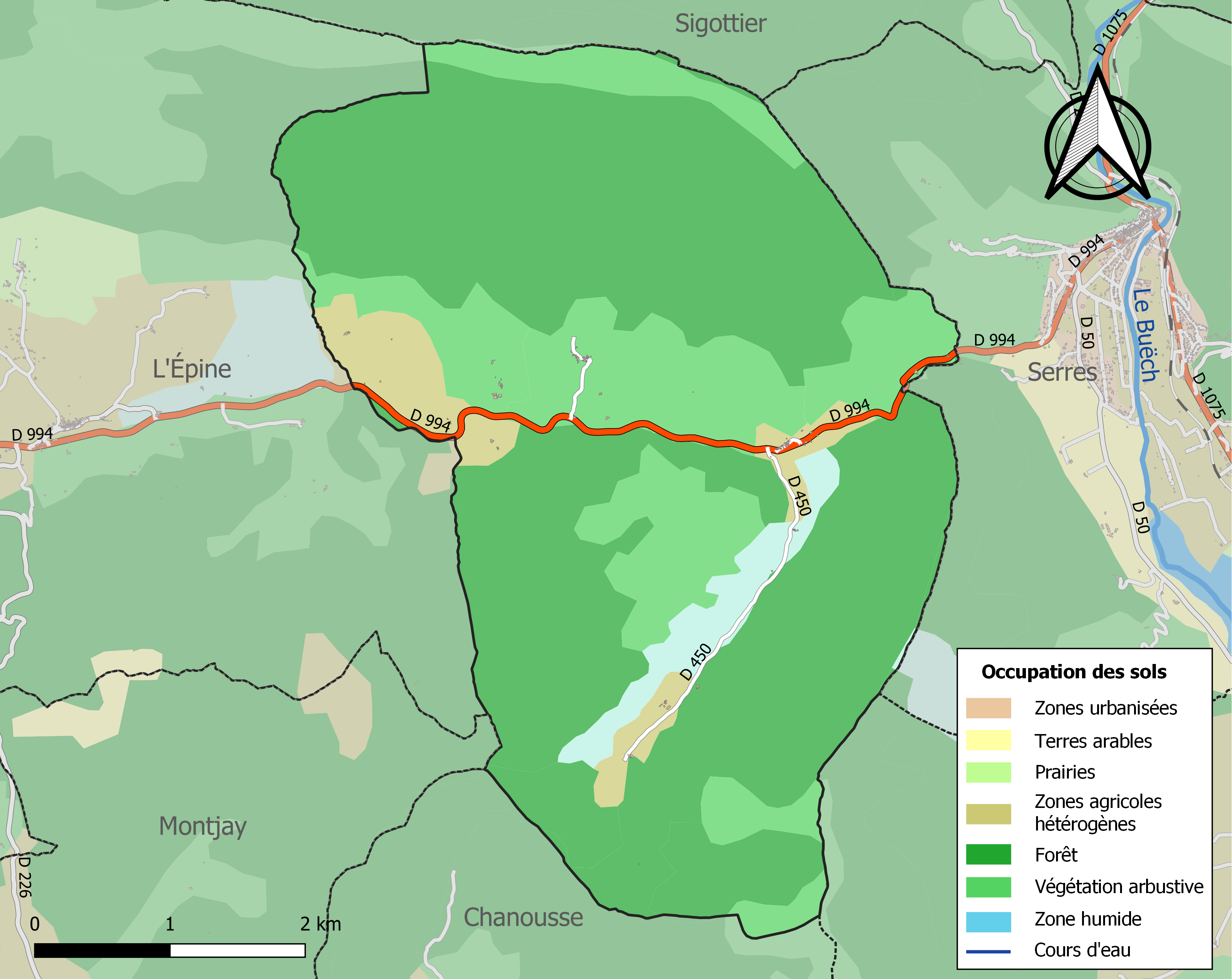
Carte de l'occupation des sols de la commune en 2018 (CLC).

## Toponymie
Le nom de la localité est attesté sous sa forme latine Mont Clusus dès 1150 dans les archives de l'abbaye de Durbon.
Nom formé du latin mons qui signifie « montagne » et clusus, fermé, désignant une « montagne fermée », c'est-à-dire à l'accès difficile . La commune doit son toponyme à la cluse remarquable que l'on emprunte en venant de Serres.

## Histoire

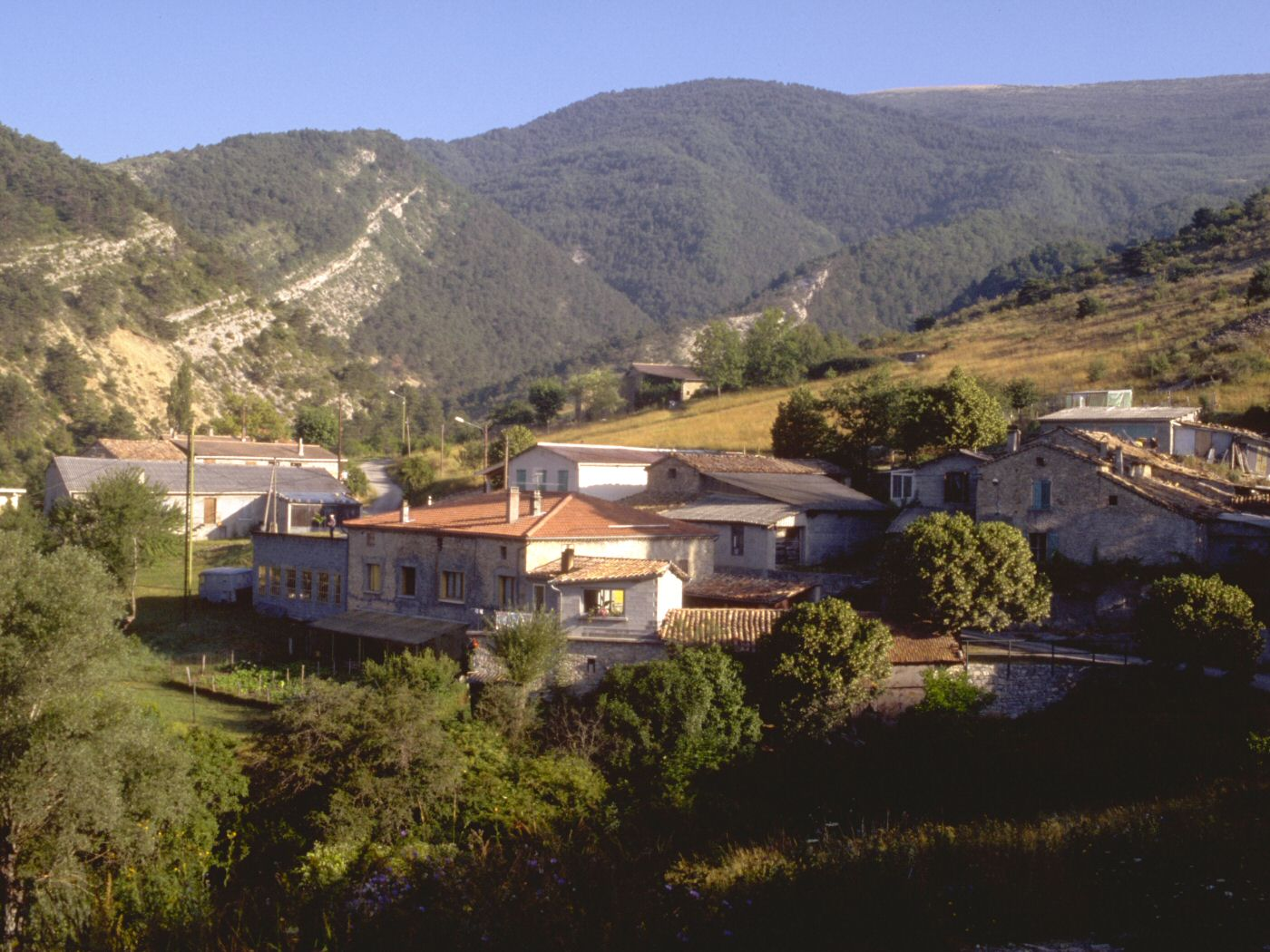
Hameau du Champ du Meunier.

Le 7 janvier 1994, le hameau du Champ du Meunier a subi un glissement de terrain endommageant neuf habitations et nécessitant l'évacuation d'urgence des habitants. D'importants travaux de restauration et de drainage ont été nécessaires pour réhabiliter le hameau.

## Politique et administration

### Liste des maires
| Période                                  | Période   | Identité              | Étiquette | Qualité             |
| ---------------------------------------- | --------- | --------------------- | --------- | ------------------- |
| Les données manquantes sont à compléter. |           |                       |           |                     |
| mars 2001                                | mars 2014 | Antoine Segretain     |           |                     |
| mars 2014                                | mai 2020  | Catherine Desreumeaux |           | Profession libérale |
| mai 2020                                 | En cours  | Catherine Desreumaux, |           | Profession libérale |

### Intercommunalité
Montclus fait partie :
- de 1993 à 2017, de la communauté de communes du Serrois ;
- à partir du 1er janvier 2017, de la communauté de communes Sisteronais-Buëch.

## Démographie
L'évolution du nombre d'habitants est connue à travers les recensements de la population effectués dans la commune depuis 1793. Pour les communes de moins de 10 000 habitants, une enquête de recensement portant sur toute la population est réalisée tous les cinq ans, les populations de référence des années intermédiaires étant quant à elles estimées par interpolation ou extrapolation. Pour la commune, le premier recensement exhaustif entrant dans le cadre du nouveau dispositif a été réalisé en 2004.

En 2022, la commune comptait 47 habitants, en évolution de −21,67 % par rapport à 2016 (Hautes-Alpes : +0,4 %, France hors Mayotte : +2,11 %).
| 1793 | 1800 | 1806 | 1821 | 1831 | 1836 | 1841 | 1846 | 1851 |
| ---- | ---- | ---- | ---- | ---- | ---- | ---- | ---- | ---- |
| 288  | 235  | 283  | 258  | 261  | 261  | 253  | 261  | 271  |

| 1856 | 1861 | 1866 | 1872 | 1876 | 1881 | 1886 | 1891 | 1896 |
| ---- | ---- | ---- | ---- | ---- | ---- | ---- | ---- | ---- |
| 252  | 241  | 222  | 206  | 207  | 214  | 204  | 217  | 188  |

| 1901 | 1906 | 1911 | 1921 | 1926 | 1931 | 1936 | 1946 | 1954 |
| ---- | ---- | ---- | ---- | ---- | ---- | ---- | ---- | ---- |
| 164  | 144  | 133  | 120  | 120  | 119  | 106  | 93   | 92   |

| 1962 | 1968 | 1975 | 1982 | 1990 | 1999 | 2004 | 2006 | 2009 |
| ---- | ---- | ---- | ---- | ---- | ---- | ---- | ---- | ---- |
| 72   | 47   | 40   | 46   | 45   | 48   | 45   | 43   | 53   |

| 2014 | 2019 | 2022 | - | - | - | - | - | - |
| ---- | ---- | ---- | - | - | - | - | - | - |
| 59   | 52   | 47   | - | - | - | - | - | - |

## Culture locale et patrimoine

### Lieux et monuments
Montclus a été le théâtre d'un des plus hauts faits de la résistance en Drôme-Alpes. « Les combats les plus importants se sont déroulés près de Montclus, aux confins de la Drôme et des Hautes Alpes, où la Résistance a récupéré un armement important et notamment deux pièces d'artillerie légère, armes qui lui manquaient dramatiquement. »
- Église Saint-Michel de Montclus.

### Héraldique
| Blason de Montclus | Blason  | Losangé d'argent et de gueules, au chef d'or chargé d'un lion léopardé passant de sable. |
| Blason de Montclus | Détails | Le statut officiel du blason reste à déterminer.                                         |